# Femeia de treizeci de ani
Femeia de treizeci de ani, cunoscut și sub titlul Femeia la treizeci de ani, (în franceză La Femme de trente ans) este un roman scris de Honoré de Balzac între 1829 și 1842. El este inclus în colecția „Scènes de la vie privée” a seriei La Comédie humaine.
Romanul este format prin combinarea mai multor fragmente narative publicate separat, unificate și completate de autor în decursul unui deceniu. Subiectul cărții este inspirat de viața doamnei Laure de Berny (1777-1836), amanta scriitorului,:p. XL și tratează problema adulterului feminin.:p. XLVIII
Personajul principal, marchiza Julie d'Aiglemont, se căsătorește din dragoste cu un ofițer, dar își dă seama curând de nulitatea și de lipsa de pasiune a lui. Se îndrăgostește de un lord englez și are apoi o relație adulterină cu un tânăr diplomat francez. Timpul trece, iar copiii ei mor pe rând. Marchiza își cedează averea ultimei sale fiice și moare după ce încearcă zadarnic să o oprească pe aceasta să întrețină o relație extraconjugală cu fratele ei vitreg.

## Rezumat
Tânăra Julie se căsătorește în anul 1813, împotriva sfatului propriului tată, cu verișorul ei, colonelul Victor d'Aiglemont, ofițer de ordonanță al împăratului Napoleon I. Ea își dă seama curând de mediocritatea soțului ei, iar ignoranța, neseriozitatea și lipsa lui de tandrețe o fac să sufere. Aflată în refugiu în martie 1814 la palatul din Tours al contesei de Listomère-Landon, Julie se îndrăgostește de tânărul nobil englez Arthur Grenville. Căderea regimului napoleonian și Restaurația o aduce din nou la Paris, unde soțul ei, care trecuse de partea regaliștilor, își recapătă titlul nobiliar de marchiz și este numit general în garda regală și pair al Franței. Trei ani mai târziu se naște fiica lor, Hélène, iar apoi un fiu pe nume Gustave. Starea de sănătate a marchizei se deteriorează tot mai mult, fiind agravată și de infidelitățile generalului. 
În anul 1820 Arthur Grenville devine medicul Juliei, cu consimțământul soțului ei, și reușește în interval de un an să-i vindece starea de melancolie. În sufletul tinerei marchize se dă o luptă între dragostea pentru lordul englez și datoria ei de soție și mamă. Julie îi mărturisește că-l iubește și-i cere să se întoarcă în Anglia. Doi ani mai târziu, timp în care căsnicia soților d'Aiglemont devenise una de conveniență, Julie află că Arthur a rămas în Paris și, fiind pe moarte, vrea să-și ia adio de la ea. Revederea celor doi iubiți este întreruptă de întoarcerea subită a lui Victor de la o vânătoare anulată, iar lordul stă ascuns o noapte întreagă pe pervazul unei ferestre și moare în câteva zile din cauza frigului.
Deprimată, Julie se retrage, împreună cu fiica sa, Hélène, la vechiul castel al familiei aflat în apropiere de Saint-Lange. Preotul satului o vizitează de câteva ori și încearcă zadarnic să-i aline durerea. Trec patru ani de la moartea lordului Arthur. Julie, acum „la frumoasa vârstă de treizeci de ani, culme poetică a vieții unei femei”,:p. 134 întâlnește la balul doamnei Firmiani pe tânărul diplomat Charles de Vandenesse, care se îndrăgostește de ea și își anulează o călătorie programată în Italia. „O femeie de treizeci de ani reprezintă irezistibile ispite pentru un tânăr; nimic mai natural, mai bine urzit, mai prestabilit decât atașamentele adânci, din care societatea ne oferă atâtea exemple, între o femeie ca marchiza și un tânăr de felul lui Vandenesse.”:p. 126 Charles reușește să o scoată pe Julie din starea de deprimare și cei doi devin iubiți.
Anii trec, iar relația Juliei cu Charles de Vandenesse evoluează. Autorul îi observă într-o dimineață de primăvară în timp ce se plimbau alături de cei doi copii ai marchizei (Hélène și micul Charles) pe malul râului Bièvre din apropierea parcului Jardin des Plantes. Iubiții își concentrează atenția asupra băiețelului, presupusul copil al celor doi, ignorând-o pe fetiță. După ce Vandenesse pleacă, Hélène îl îmbrâncește pe fratele ei mai mic, care se lovește cu fruntea de pietrele ascuțite de pe mal și apoi se prăbușește mort în apele râului.
Într-o seară de Crăciun, un necunoscut bate speriat la ușa căsuței de la Versailles a familiei d'Aiglemont și cere adăpost. Marchizul îl ascunde pe fugarul urmărit de jandarmi, iar la plecare Hélène decide să-l însoțească, abandonându-și familia. În același an, marchizul este ruinat în urma unor speculații bursiere și pleacă în America, de unde se întoarce bogat șase ani mai târziu. Bricul spaniol cu care călătorea este deturnat de pirați în apropierea coastelor Franței, iar domnul d'Aiglemont îl regăsește pe fugar în postura de căpitan al navei corsarilor, precum și pe fiica sa, Hélène, care ducea o viață fericită alături de soțul ei. Viața și averea marchizului sunt salvate, dar el moare curând din cauza epuizării. Cu prilejul unei călătorii în Munții Pirinei, Julie o regăsește pe Hélène, ce se afla în agonie după ce scăpase cu viață dintr-un naufragiu.
Marchiza Julie d'Aiglemont rămâne tot mai singură după ce își pierde cei doi fii: Gustave moare de holeră, iar Abel cade eroic în asediul orașului Constantine din Algeria. Ea își cedează întreaga avere ultimului său copil, Moïna, care se căsătorește cu contele de Saint-Héreen. În iunie 1844, marchiza Julie, acum în vârstă de aproximativ 50 de ani, se simte tot mai neglijată de propria sa fiică și încearcă să o oprească zadarnic să continue relația extraconjugală cu desfrânatul conte Alfred de Vandenesse (fratele său vitreg). Tratată cu dispreț de Moïna, marchiza moare în urma unui atac de cord, provocând remușcările fiicei sale.

## Structură
Romanul este compus din șase părți numerotate cu cifre romane, unele dintre ele fiind împărțite în capitole nenumerotate:
- I. Primele greșeli (cu 5 capitole: Tânăra domnișoară, Soția, Mama, Declarația și Revederea) - prezintă eșecul căsătoriei între verișorii Julie d'Aiglemont și Victor d'Aiglemont, precum și iubirea platonică între Julie și lordul Arthur Grenville;
- II. Suferințe tainice - prezintă doliul Juliei cauzat de moartea lui Arthur;
- III. La treizeci de ani - prezintă relația de dragoste ce se înfiripă între Julie și Charles de Vandenesse;
- IV. Degetul lui Dumnezeu (cu 2 capitole: La Bièvre și Valea torentului) - prezintă moartea micului Charles d'Aiglemont datorată surorii sale, Hélène;
- V. Cele două întâlniri (cu 3 capitole: Vraja, Căpitanul parizian și Învățătura) - prezintă fuga Hélènei cu un aventurier;
- VI. Bătrânețea unei mame vinovate (cu un capitol: Ispășire) - prezintă moartea Juliei.

## Personaje

### Familia d'Aiglemont
- marchiza Julie d'Aiglemont — născută de Chastillonest. Se căsătorește în 1813, împotriva sfatului propriului tată, cu verișorul ei, colonelul Victor d'Aiglemont, fiind atrasă de prestanța lui de militar. Își dă seama curând de nulitatea și de lipsa de pasiune a soțului ei și cade într-o stare de deprimare profundă. Versiunea din 1842 a unificat sub acest nume următoarele personaje din nuvelele originale: Julie d'Aiglemont din „Le Rendez-vous” (devenit „Premières fautes”), Juliette de Vieuxmesnil (din manuscris) apoi Vieumesnil din „La Femme de trente ans” (devenit „À trente ans”), mama anonimă din „Le doigt de Dieu”, doamna de Verdun din „Les deux rencontres” și doamna de Ballan din „L'Expiation” (devenit „La Vieillesse d'une mère coupable”).[3]
- generalul marchiz Victor d'Aiglemont — Se căsătorește în 1813, pe când era colonel de cavalerie și ofițer de ordonanță al lui Napoleon I, cu verișoara sa Julie de Chastillonest. Participă la marile bătălii ale lui Napoleon, apoi trece de partea regaliștilor. Își recuperează rangul de marchiz și averea după Restaurație, iar regele îl numește general în corpul de gardă și pair al Franței. Având o natură brutală, își neglijează soția și o înșală în special cu doamna de Sérizy. Cuplul pe care-l formează împreună cu soția sa este deseori comparat cu cel al soților de Mortsauf (din Crinul din vale). Marchizul moare în 1833, din cauza epuizării.
- Hélène d'Aiglemont — fiica lui Victor și a Juliei d'Aiglemont. Fuge cu Victor, căpitanul parizian, și moare într-un hotel din munții Pirinei după ce a scăpat cu viață de pe urma unui naufragiu. Ia locul micului Francisque din „Le doigt de Dieu” în ediția din 1831; Hélène este, de asemenea, prenumele fiicei soților Verdun până la ediția Werdet din 1837.
- Gustave d'Aiglemont — fiul lui Victor și al Juliei d'Aiglemont. El devine după moartea tatălui său cel de-al doilea marchiz d'Aiglemont. Moare de holeră și lasă în urma sa o văduvă și câțiva copii.
- Charles d'Aiglemont — fiul Juliei și al lui Charles de Vandenesse. Este îmbrâncit de Hélène și moare înecat în râul Bièvre.
- Moïna d'Aiglemont — fiica Juliei și a lui Charles de Vandenesse, ce va deveni contesă de Saint-Héreen și amanta contelui Alfred de Vandenesse (fratele său vitreg).
- Abel d'Aiglemont — fiul Juliei și al lui Charles de Vandenesse. A murit în asediul orașului Constantine (1837).

### Alte personaje
- contesa de Listomère-Landon — mătușa lui Victor d'Aiglemont, o bătrână aristocrată ce locuiește la Tours. Familia de Listomère este bine cunoscută în Comedia umană, dar relația de rudenie cu doamna de Listomère-Landon este dificil de stabilit. Ea o înlocuiește în ediția din 1837 pe marchiza de Belorgey, fiind numită din acest motiv de mai multe ori în mod greșit marchiză.
- lordul Arthur Ormond Grenville — gentilom englez, fiul cel mare al lordului Grenville. A venit la Montpellier în 1802 pentru a-și trata o boală de piept și a fost sechestrat, împreună cu ceilalți compatrioți ai săi, de către Napoleon în semn de represalii pentru ruperea Tratatului de la Amiens. A dobândit cunoștințe medicale și s-a vindecat complet. S-a îndrăgostit de Julie d'Aiglemont în timpul unei întâlniri întâmplătoare pe malul Loarei.
- contele (ulterior marchiz) Charles de Vandenesse — fratele mai mare al lui Félix de Vandenesse și personaj al mai multor romane ale lui Balzac. Are o carieră diplomatică în plină ascensiune; devine amantul marchizei Julie d'Aiglemont și este tatăl real al lui Charles, Moïna și Abel d'Aiglemont.
- Victor — ucigașul baronului de Mauny, ce părăsește Franța și devine căpitan de corsari pe vasul Othello; este însoțit de Hélène d'Aiglemont, care-i devine soție.
- doamna Firmiani — personajul principal al romanului Madame Firmiani (1832). Ea o înlocuiește în ediția din 1837 pe marchiza Marsigli (din manuscris) și apoi pe marchiza Vitagliano. În Femeia de treizeci de ani ea îl prezintă pe Charles de Vandenesse marchizei Julie d'Aiglemont.
- Louisa de Wimphen — prietena din copilărie și confidenta Juliei d'Aiglemont. Este căsătorită și are o căsnicie fericită.
- contesa de Sérizy — o curtezană din înalta societate ce devine în 1819 metresa lui Victor d'Aiglemont. Ea preia în ediția din 1837 rolul unui personaj numit doamna de Roulay.
- domnul de Ronquerolles — fratele doamnei de Sérizy și prietenul intim al lui Victor d'Aiglemont. Îl înlocuiește în ediția din 1837 pe domnul de Flesselles.
- preotul paroh din Saint-Lange — un mic proprietar rural care s-a dedicat religiei după ce toți cei trei fii ai săi au murit în Bătălia de la Waterloo.
- Gomez — căpitanul bricului spaniol Saint-Ferdinand; refuză să se alăture piraților și este aruncat în ocean.

## Istoricul publicării
Cronologia publicării romanului este greu de trasat deoarece Balzac a modificat în mod constant textul, împărțindu-l în fragmente publicate dispersat și adăugând capitole înainte de a aduna tot materialul într-un roman ce a fost publicat în 1842 de editura Furne din Paris. Cele șase capitole au fost publicate astfel: primul în 1831, al doilea în 1834, al treilea în 1832, al patrulea în 1831 și 1834, al cincilea în 1831 și al șaselea în 1832.:p. LXV

### Prima publicare a fragmentelor

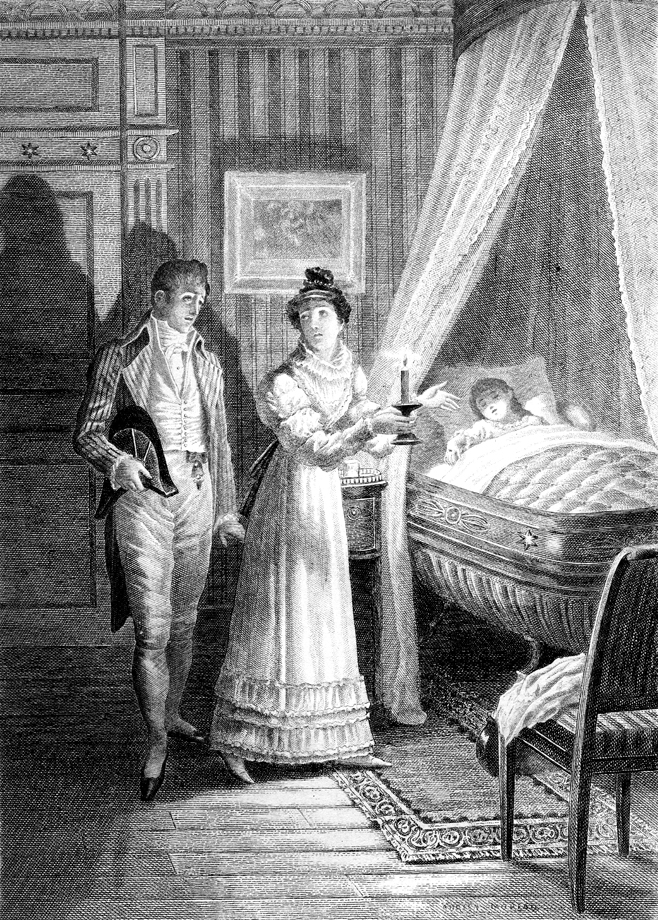
În camera Juliei.

Primele fragmente ale romanului au apărut în 1830. Balzac a publicat la 11 februarie 1830, fără semnătură, fragmentul descriptiv „Une vue de Touraine” în revista La Silhouette.  Revista satirică ilustrată La Caricature a publicat la 25 noiembrie 1830 în rubrica „Fantaisies” fragmentul „La Dernière Revue de Napoléon”, sub pseudonimul „le Comte Alex de B...”, și o ilustrație semnată „Henri B ...”, provenind dintr-un proiect literar intitulat „Deux amis” și rămas nefinalizat. Acest fragment va forma începutul primei părți a viitorului roman. Aceste câteva pagini vor fi incluse un an mai târziu într-o nuvelă intitulată „Le Rendez-vous”, ce va fi publicată în numerele din 15 septembrie și 1 octombrie 1831 ale Revue des Deux Mondes și anunțată ca Une nouvelle scène de la vie privée. „Le Rendez-vous”, compusă din cinci capitole, va deveni mai târziu prima parte a romanului.
În același an (1831) au mai apărut în Revue de Paris alte două nuvele: „Les Deux rencontres” (publicată în edițiile din 23 și 30 ianuarie 1831 și compusă din două capitole: „La Fascination” și „Le Capitaine Parisien”), care va forma cea de-a cincea parte a romanului, și apoi „Le Doigt de Dieu” (publicată în ediția din 27 martie 1831), care va deveni prima jumătate a celei de-a patra părți.
Cea de-a treia parte a romanului, intitulată „À trente ans”, a fost publicată la 29 aprilie 1832 în Revue de Paris. În același an, autorul a corectat cele patru părți pentru a le oferi coerență narativă și, după ce a adăugat un fragment intitulat „L’Expiation” (ce va deveni ulterior cea de-a șasea parte a romanului), le-a reunit fără a le da un titlu în cea de-a doua ediție a volumului Scènes de la vie privée, care a fost publicat în mai 1832 de către editura Mame-Delaunay. Sunt operate unele modificări de nume pentru a lega între ele fragmentele disparate: copilul mort în „Le Doigt de Dieu” este numit Charles (în loc de Georges), în timp ce persoana vinovată de moartea sa nu mai este fratele său Francisque, ci sora sa Hélène, numită ca și fiica Juliei d'Aiglemont, personajul din „Rendez-vous”, și ca și fiica soților Verdun din „Les Deux rencontres”. Cea de-a cincea parte a viitorului roman este completată cu un epilog moralizator intitulat „Enseignement”, în care este descris sfârșitul trist al Hélènei.
În anul 1834 Madame Charles-Béchet a publicat cea de-a treia ediție a seriei Scènes de la vie privée, în care nuvelele sunt reunite pentru prima dată sub un titlu comun, Même Histoire,:p. XLVII având două adaosuri importante: „Souffrances inconnues” (redactat în vara anului 1834 și care va deveni cea de-a doua parte a viitorului roman) și „La Vallée du torrent” (datat 25 mai 1834 și care completează „Le doigt de Dieu”, în timp ce textul inițial primește titlul „La Bièvre”). Titlul ultimului capitol, „L'Expiation”, devine „Expiation”. Eroina feminină poartă șase nume diferite.:p. LXV

### Unificarea fragmentelor
Balzac realizează începând din noiembrie 1835 un efort de unificare a textului și de transformare a nuvelelor în roman. Crearea unei continuități narative îi dă bătăi de cap, iar autorul o roagă pe sora sa să-l ajute: „Te rog să-mi scrii... ceea ce mi-ai spus că ai găsit într-o noapte când nu puteai să dormi, acele frumoase idei în legătură cu modul cum aș putea să sudez mai bine Cele două întâlniri cu capitolele precedente din Femeia de treizeci de ani”. Eforturile sale au fost încununate de succes, iar Balzac îi scrie în ianuarie 1836 doamnei Ewelina Hańska: „Am făcut schimbări mari în raport cu sensul general din Aceeași poveste.”:p. LXV
Ediția publicată de Werdet în 1837 introduce unele modificări minore: romanul nu mai are un titlu comun, iar numele unor personaje secundare sunt modificate: doamna de Belorgey devine doamna de Listomère-Landon, doamna de Roulay devine doamna de Sérizy, domnul de Flesselles devine domnul de Ronquerolles și doamna Vitagliano dispare, fiind înlocuită de doamna Firmiani. Ediția reeditată de Charpentier în octombrie 1839 păstrează forma textului din 1834.
Romanul a primit titlul definitiv La Femme de trente ans odată cu publicarea sa de către editura Furne în 1842, toate fragmentele fiind legate între ele. Titlurile a trei capitole au fost schimbate, iar personajele principale feminine au fuzionat într-un singur personaj, Julie d'Aiglemont.:p. LXV Cartea a fost dedicată pictorului Louis Boulanger (1806-1867).
Ca urmare a faptului că romanul a fost compus din mai multe fragmente scrise și publicate disparat, manuscrisele originale sunt păstrate în diferite locuri. O parte din manuscrise („Le Rendez-vous”, „L’Expiation”) au fost achiziționate de vicontele Charles de Spoelberch de Lovenjoul și sunt conservate în prezent la biblioteca prestigiosului Institut de France. Alte manuscrise („Souffrances inconnues”, „À trente ans”) au fost oferite de Balzac marchizei de Castries și sunt conservate la Fundația Martin-Bodmer din apropiere de Geneva. Nu se cunoaște soarta celorlalte manuscrise.

## Temă

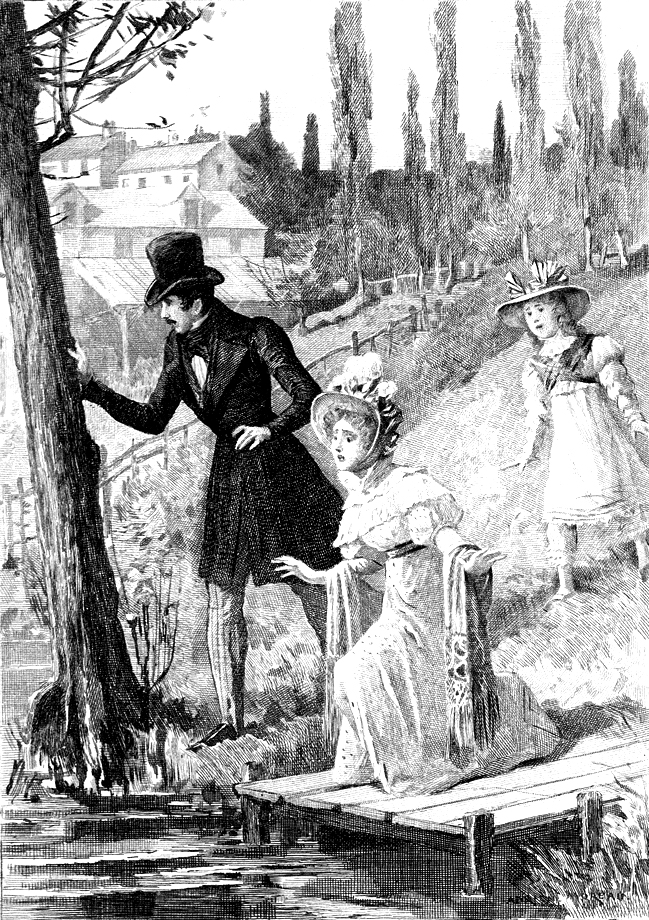
Ilustrație pentru capitolul La Bièvre.

Femeia de treizeci de ani este un studiu detaliat al emoțiilor umane, mai ales al dorințelor și pasiunilor feminine, scris, după opinia lui Șerban Cioculescu, ca „o replică a feminismului sentimental, din romanele d-nei George Sand”. Într-o postfață datată 25 martie 1834, Balzac își descria astfel propriile intenții scriitoricești: „Personajul ce străbate, ca să spun așa, cele șase tablouri din care se compune Aceeași poveste nu este o figură, e un gând. Cu cât acest gând îmbracă deosebite costume, cu atât el redă mai bine intențiile autorului. Ambiția sa este de a transmite sufletului vagul unei reverii din care femeile să poată redeștepta câteva dintre impresiile vii pe care le-au păstrat, să reînsuflețească amintirile risipite în viață, spre a scoate din ele câteva învățăminte”.:p. 247

Subiectul romanului este rezumat astfel în Dictionnaire des œuvres:
„(…) Julie de Chastillon se îndrăgostește de un chipeș ofițer, Victor d’Aiglemont. Tatăl fetei cunoaște delicatețea sufletului fiicei sale și vulgaritatea profundă a lui Victor; el încearcă în zadar să se opună acestei iubiri. Câteva luni mai târziu, tinerii se căsătoresc: incompatibilitatea caracterelor adăugată aversiunii fizic pe care ea o simte acum pentru soțul ei o chinuie cu cruzime pe Julie.”
Tradiționalist convins, Balzac sancționează cu asprime adulterul feminin, considerându-l ca factor generator al unor nenorociri în lanț ce duc până la crimă și incest. Julie suferă chinurile căsniciei și se răzvrătește împotriva convențiilor sociale (căsătoria - pe care o consideră „o prostituție legală” -, biserica - ale cărei sfaturi le respinge - și maternitatea - o reneagă pe prima sa fiică, pe care o consideră un fruct „al datoriei și al hazardului”). Adorată de un tânăr lord englez, Arthur Grenville, pe care-l consideră atrăgător, ea nu-i cedează și-i provoacă involuntar moartea. Mistuită cu remușcări, se resemnează în cele din urmă până ce Charles de Vandenesse reușește să o scoată din starea de deprimare. Ea va avea cu acest amant un băiat adorabil, pe care sora sa vitregă, Hélène (neiubită de mama sa deoarece era fiica lui Victor d’Aiglemont), îl împinge din gelozie într-un râu, provocându-i moartea. Julie d'Aiglemont își va plăti scump propriul adulter. Ca urmare a unor circumstanțe puțin plauzibile, fiica ei Hélène va fugi cu un ucigaș urmărit de poliție, ce va deveni pirat. În urma altor evenimente improbabile, Hélène moare în brațele mamei sale. Romanul se încheie cu bătrânețea plină de remușcări a mamei vinovate.
Intenția lui Balzac este una moralizatoare, autorul dorind să restaureze moravurile societății prin sancționări exemplare și să pună de acord arta cu morala. Prezentarea cumulativă a dezastrelor și a pedepsei suferite de femeia adulterină pare astăzi însă melodramatică și forțată, deși există și o condamnare implicită de către autor a convențiilor sociale ce prevalează asupra drepturilor individuale.

Criticii literari au susținut că Balzac a descoperit în această carte un nou tip de personalitate: 
„(…) Cu Femeia de treizeci de ani, care este unul dintre cele mai prost construite, unul dintre cele mai nedorite, unul dintre cele prost scrise, după cum se spune, dintre romanele sale, Balzac a reușit performanța (…) de a denumi o realitate.(…). S-a spus că Balzac a „inventat” femeia de treizeci de ani (așa cum Parmentier a inventat cartoful).”—Pierre Barbéris
Balzac vorbește deci despre căsătorie, despre sexualitatea feminină și despre sentimentele femeii. Aceasta include atât aspirațiile amoroase juvenile, transformate rapid în dezamăgiri, cât și plăcerea sexuală și frustrarea provocată de lipsa orgasmului. Balzac vorbește despre brutalitatea sexuală, asemănătoare violului, pe care-l suferă de două ori (fizic și psihologic) tinerele mirese necunoscătoare ale realităților vieții, brutalitate care le dezgustă cu atât mai mult cu cât bărbatul dispune de trupul soției sale așa cum dorește și ignoră complet nevoile soției sale. Julie d'Aiglemont devine astfel obiectul impulsurilor sexuale ale soțului ei, Victor d'Aiglemont, descris de Balzac ca mediocru și inferior soției sale.
Așa că atunci când mătușa lui Victor, contesa de Listomère-Landon, cercetează sentimentele tinerei Julie d'Aiglemont: „Se cutremră constatând că Julie e o inimă dezamăgită, o tânără femeie căreia experiența unei zile, a unei nopți, poate, îi fusese de ajuns pentru a-și da seama de nulitatea lui Victor”, ceea ce sugerează descoperirea violentă a sexualității de către Julie.:pp. 34-35
Acestei pasivități sexuale forțate i se adaugă probleme medicale intime pe care pudoarea îl oprește pe scriitor să le evoce: Balzac face astfel scurte referiri la o inflamație genitală (metrită). Pentru autor, aceste chinuri ale femeii căsătorite nu sunt urmarea statutului său social inferior, ci a „nulității” unui soț iubit, dar și urât în același timp: soțul, militar mediocru, ignoră sensibilitatea și problemele feminine.
În paralel, Balzac descrie, în prima parte, modul în care aceste probleme maritale sunt reflectate în viața publică. În mod ironic, suferinței private îi corespunde, așa cum este descrisă în această parte, o anumită reputație publică de care profită soțul, „un om nul”, și îi conferă eroinei o anumită formă de respectabilitate.
Aceste teme sunt comune în literatură (adulterul, suferința sexuală), ele făcând obiectul unui proces intentat lui Gustave Flaubert pentru Madame Bovary.

## Bătălii napoleoniene evocate
Balzac a introdus legenda napoleoniană în întreaga La Comédie humaine. În romanul Femeia de treizeci de ani, el evocă:
- Bătălia de la Austerlitz: „Când manevrele se terminară, ofițerul de ordonanță dădu pinteni calului și se opri înaintea împăratului, așteptându-i ordinele. În acea clipă, el se afla la douăzeci de pași de Julie, în fața grupului imperial, într-o atitudine foarte asemănătoare aceleia pe care Gérard a dat-o generalului Rapp în tabloul Bătălia de la Austerlitz.”[2]:p. 14
- Campania din Germania (1813): „Duminica aceea era a treisprezecea din anul 1813. Peste două zile, Napoleon pleca în fatala campanie în care, rând pe rând, avea să-i piardă pe Bessières, Duroc, să câștige memorabilele bătălii de la Lützen și de la Bautzen, să se vadă trădat de Austria, de Saxa, de Bavaria și de Bernadotte, și să dea teribila bătălie de la Lipsca.”[2]:p. 5

## Aprecieri critice
Criticul Alexandru Paleologu îl considera pe Balzac ca fiind „geniul suprem al literaturii franceze (...), cu nimic mai prejos de Shakespeare sau Dostoievski”.:p. V Scriitorul francez este perceput ca un observator subiectiv, un „demiurg” ce cunoaște cele mai secrete gânduri ale personajelor.:p. VII Principalul impuls al ființelor umane în societate este, în concepția lui Balzac, pasiunea erotică integrată într-un context istorico-social specific.:p. IX Energia vitală este principala virtute a eroilor balzacieni, în timp ce lipsa energiei dezvăluie mediocritatea și non-valoarea personajelor.:p. XII
Romanul Femeia de treizeci de ani este criticat în special din cauza combinării forțate a mai multor fragmente narative diferite, ceea ce creează o operă dezordonată, cu o acțiune puțin verosimilă și inegală. Eforturile de unificare ale textului de către Balzac nu au reușit să elimine lipsa de coeziune narativă a romanului ce se datorează faptului că cele șase capitole au fost scrise la date diferite fără a fi plănuite a forma aceeași operă literară. 
Profesorul André Le Breton (1860-1930) de la Universitatea Sorbona, unul dintre cercetătorii operei lui Balzac, a criticat cu asprime această acțiune a scriitorului și a exagerat părțile slabe ale romanului: „În ciuda tuturor „cârpelilor” și a tuturor „petecelilor”, ele se văd foarte bine din extraordinara dezordine care domnește în acest roman, iar ceea ce conține el mai strălucitor face să regretăm și mai mult abuzul pe care Balzac l-a făcut aici cu darurile și cu talentul lui. Ce operă anapoda! (...) Iată unde ajunge Balzac îmbinând sub același titlu povestiri scrise la diverse epoci, și alcătuind cărți de vânzare, pentru editorul său, din toate paginile pe care le-a presărat în dreapta și-n stânga. În asemenea momente, el nu mai e nimic altceva decât un negustor. E, ca și Dumas-tatăl: o fabrică sau o manufactură de romane, și, ca și el, face bani din orice; văzându-l cum și-a irosit geniul, e o minune că a izbutit uneori să creeze capodopere”.:pp. LXVI-LXVIII
În ciuda criticilor aduse romanului, Le Breton recunoaște talentul lui Balzac de a ilustra pasiunile puternice ale personajelor: „Nu există nici un fapt din viața noastră morală despre care să se poată spune că el nu-l înțelege. (...) El cunoaște mersul pasiunilor; știe cum se nasc și cum mor. Cum se nasc - a arătat cu cea mai deosebită siguranță de analiză în capitolul al treilea din Femeia de treizeci de ani, această operă bizară care conține atât de mari frumuseți între atât de absurde ficțiuni. Cum mor și cum se sting - a spus-o cu aceeași precizie și cu aceeași forță (...) și în ultimul capitol din Femeia de treizeci de ani, intitulat: „Bătrânețea unei mame vinovate”. Nimic mai mai adevărat, nimic mai puternic decât paginile din Femeia de treizeci de ani în care el o pune pe doamna d'Aiglemont față în față cu Charles de Vandenesse. (...) Bineînțeles, în doamna d'Aiglemont a pus mult, aproape tot, din iubita lui Dilecta, așa încât doamna de Berny va trăi pururi nu numai sub trăsăturile doamnei de Mortsauf din Crinul din vale, ci și sub cele ale sărmanei doamne d'Aiglemont”.:pp. LXVIII-LXIX

## Traduceri în limba română

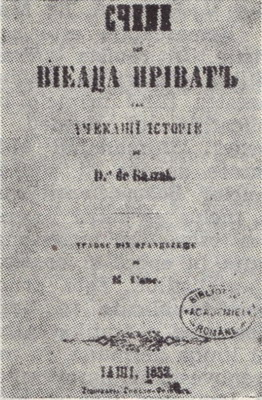
Scene din vieața privată sau aceeași istorie (1852), prima traducere în limba română

Prima traducere în limba română a fost realizată de către comisul Costachi Gane (unchiul scriitorului Nicolae Gane) și tipărită în 1852 cu alfabet chirilic de tranziție de Tipografia Româno-Francesă din Iași sub titlul Scene din vieața privată sau aceeași istorie (283 p.). Primul fragment dintr-un roman al lui Balzac apăruse în 1836, dar traducerea lui Costachi Gane este prima traducere integrală în limba română a unui roman balzacian.
Alte traduceri au fost realizate de Aureliu Gheorghiu (publicată în opt broșuri tipărite în 1913 de Inst. de Arte Grafice N. V. Ștefaniu & Co. din Iași sub titlul Femeia de treizeci ani), de Aurel Alexandrescu-Dorna (publicată în 1914 de Editura Librăriei Leon Alcalay din București sub titlul Femeia la treizeci de ani și reeditată în 1916) și de Catrinel Mugur (publicată în perioada interbelică de Editura Cultura Poporului din București sub titlul Femeia la treizeci de ani și reeditată în 1992 de Editura Excelsior din Timișoara sub titlul Femeia de treizeci de ani). 
Cea mai răspândită traducere a fost realizată de Haralambie Grămescu și publicată în 1971 de Editura Minerva din București sub titlul Femeia de treizeci de ani, în colecția Biblioteca pentru toți, cu un cuvânt înainte scris de Alexandru Paleologu. Traducerea lui Haralambie Grămescu a fost reeditată de mai multe ori de diferite edituri din București, Chișinău și Iași, fiind intitulată alternativ Femeia de treizeci de ani sau Femeia la treizeci de ani. O traducere mai nouă a fost realizată de Mihaela-Anna Mihailide și publicată în 2011 de Editura Adevărul Holding din București sub titlul Femeia la treizeci de ani.